# Leonard Mróz
Leonard Andrzej Mróz (* 19. Januar 1947 in Międzyrzec Podlaski; † 13. Dezember 2020 in Warschau) war ein polnischer Opernsänger und Hochschullehrer.
Mróz studierte an der staatlichen Musikuniversität in Warschau und wirkte anschließend zwischen 1972 und 1988 als Solist am Großen Warschauer Theater, spezialisiert auf Bass. Ab 1998 war er als Dozent an den Musikakademien in Łódź und Posen tätig.

## Rollenrepertoire (Auswahl)
- Mussorgski – Boris Godunow als Boris Godunow und Mönch Pimen
- Verdi – Don Carlos als König Philipp II.
- Mozart – Don Giovanni als Don Giovanni
- Verdi – Falstaff als Pistola
- Moniuszko – Halka als Schlossherr
- Moniuszko – Das Gespensterschloss als Husar Zbigniew
- Verdi – Der Troubadour als Hauptmann Ferrando
- Mozart – Die Hochzeit des Figaro als Doktor Bartolo